# 칼레비 소르사
타이스토 칼레비 소르사(Taisto Kalevi Sorsa, 1930년 12월 21일 ~ 2004년 1월 16일)는 핀란드의 정치인이다. 1972년 ~ 1975년, 1977년 ~ 1979년, 1982년 ~ 1983년, 1983년 ~ 1987년까지 총 4차례 핀란드의 총리를 역임했다. 또한 1975년부터 1987년까지 핀란드 사회민주당의 총재의 자리에 있었다.
칼레비 소르사는 이위배스킬래(Jyväskylä)와 랍펜란타(Lappeenranta)에 있는 학교를 다녔다. 1948년 랍펜란타에서 사회민주당 활동을 하였고, 1959년부터 1965년까지 유네스코에서 일했다. 1965년부터 1969년까지 핀란드 유네스코 위원회의 사무총장을 했으며, 1967년부터 1969년까지 교육부에서 공무를 수행했다.

## 같이 보기
- 핀란드의 정치
- 사회주의 인터내셔널
- 마르티 아티사리